# Climacia desordenata
Climacia desordenata is een insect uit de familie sponsvliegen (Sisyridae), die tot de orde netvleugeligen (Neuroptera) behoort. De soort komt voor in Brazilië.